# Боксер, Барбара
Ба́рбара Ле́ви Бо́ксер (англ. Barbara Levy Boxer) (род. 11 ноября 1940, Нью-Йорк) — американский политик, сенатор США от штата Калифорния. Член Демократической партии.

## Биография
В 1962 году Барбара Боксер окончила Бруклинский колледж со степенью бакалавра экономики. Трудовую карьеру начала в 1960-х годах, работая маклером, затем научным исследователем. С 1972 по 1974 года работала журналисткой в газете Pacific Sun. Политическую карьеру начала в 1974 году став ассистентом конгрессмена Джона Бёртона (англ. John Burton). В 1992 году впервые избирается сенатором, затем переизбирается несколько раз. Барбара Боксер — в числе самых либеральных сенаторов США.
20 октября 2013 года Боксер была в числе шестнадцати сенаторов, подписавших письмо в поддержку выдвижения Хиллари Клинтон кандидатом от демократической партии на выборах президента США 2016 года.